# Panaricium

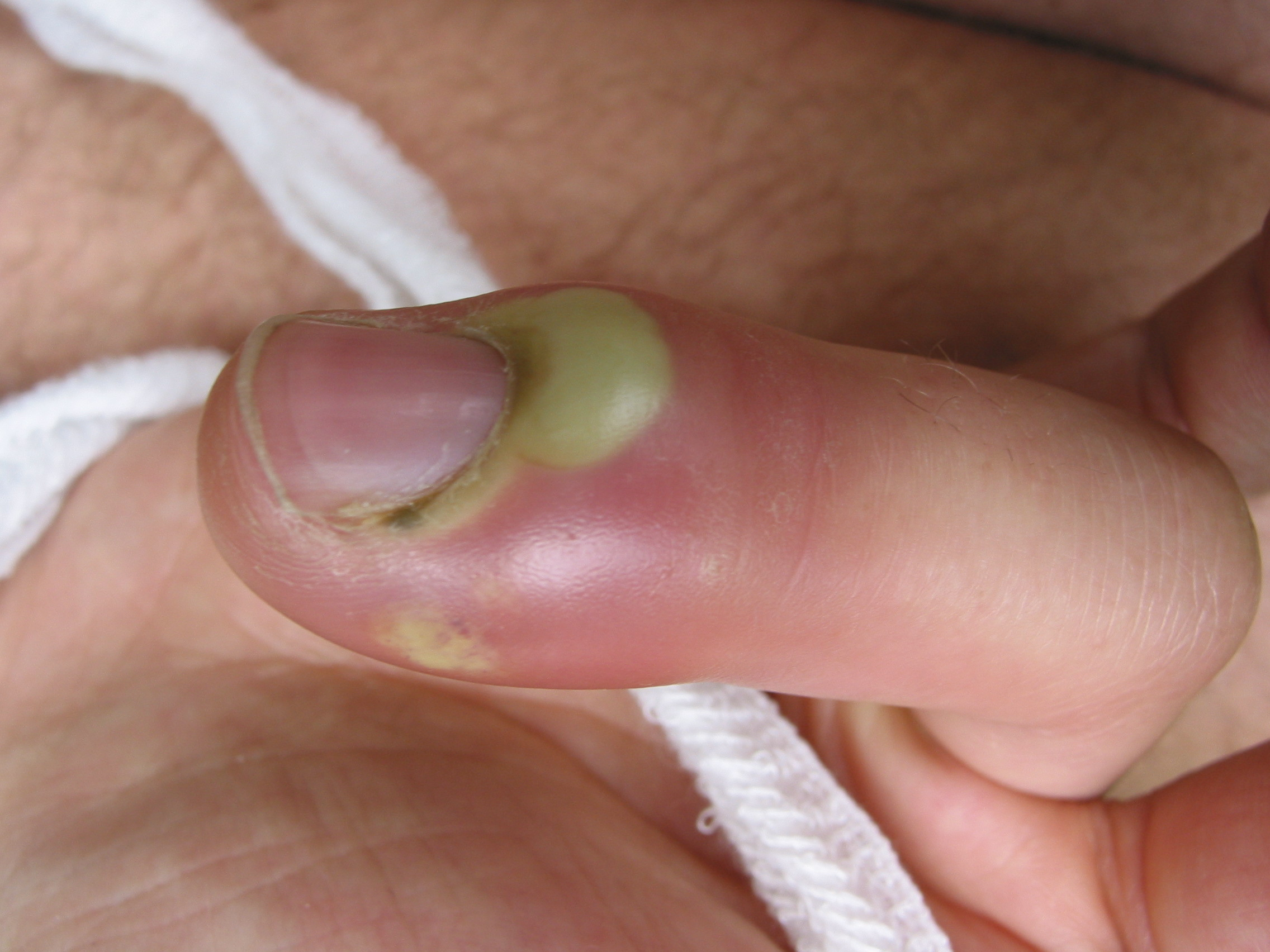
Panaricium

Panaricium (latinsky panaritium) neboli vidlák je hnisavý zánět prstů ruky. Příčinou vzniku bývají neošetřená nebo špatně ošetřená drobná poranění. Možnou léčbou je konzervativní ošetření, antisepse nebo podání antibiotik. Radikálním, ale nejčastějším ošetřením bývá drobný chirurgický zákrok.
Zánět nehtového lůžka se nazývá paronychium.